# Festa d'Aran
La Festa d'Aran (occità: Hèsta d'Aran) és la festa nacional de la Vall d'Aran. Se celebra cada 17 de juny per commemorar la restitució del Conselh Generau d'Aran 157 anys després de la seva abolició per una Reial Cèdula espanyola de 1834 i per celebrar la recuperació de l'autogovern en les eleccions araneses de 1991.
La Vall d'Aran va recuperar les seves institucions pròpies un segle i mig després que fossin abolides amb la creació de les províncies espanyoles i la incorporació de la Vall a la província de Lleida. El 1313, Jaume II havia atorgat l'autogovern la Vall mitjançant la Querimònia.
Els actes de celebració de la Hèsta inclouen una desfilada de pendons duts pels representants de cada terçó, una missa solemne al Santuari de Nòstra Senhora de Mijaran, la hissada de la bandera i interpretació de l'himne de la Vall, Montanhes araneses, parlaments institucionals i balls aranesos.